# Ги-Конкордия (станция метро)
«Ги́-Конко́рдия» (англ. Guy-Concordia, фр. Guy-Concordia) — станция Монреальского метрополитена на Зелёной линии. Между станциями «Этуотер» и «Пиль». Обслуживается Монреальской транспортной корпорацией. Расположена в боро Виль-Мари. Открыта 14 октября 1966 года, в составе первой очереди строительства.

## История
Архитектор — J.A. Chicoine. Станция с боковым расположением платформ, имеет два вестибюля. Восточный вестибюль связан с Подземным городом Монреаля и тремя университетскими корпусами Конкордии.
Станция названа в честь политического деятеля Нижней Канады Этьена Ги (1774—1820).

## Рядом
По подземным переходам можно выйти к зданиям факультетов университета Конкордия: инженерных и визуальных искусств, коммерции (Ги-метро-билдинг), социологии (Генри-Ф-Холл-билдинг), бизнес-школе Джона Молсона и библиотеке имени Джона Уилсона Макконелла.
Рядом со станцией располагаются кампус сэра Джорджа Уильямса университета Конкордия, квартал Конкордия, Монреальский музей изящных искусств, Канадский центр архитектуры, торговый центр «Фобур Сент-Кэтрин», эко-квартал Питер-Макгилл, Монреальский колледж, Золотая квадратная миля, Норман-Бетюн-сквер, Монреальский генеральный госпиталь, музей Маргариты Дювиль, Монреальский масонский мемориальный храм, Монреальская большая семинария, генеральное консульство Кубы, Монреальская школа Святейшего Сердца, школа для девочек «Трафальгар».

## Транспорт
Маршруты STM:  (регулярные) 15 «Сент-Кэтрин», 57 «Пон-Сен-Шарль», 66 «Бульвар», 165 «Кот-де-Неже», 166 «Куин-Мэри»; (ночные) 358 «Сент-Кэтрин», 369 «Кот-де-Неже»;  (экспресс) 427 «Сент-Жозеф», 465 «Кот-де-Неже».